# مقاطعة تيتون (أيداهو)
مقاطعة تيتون (بالإنجليزية: Teton County)‏ هي إحدى مقاطعات ولاية أيداهو في الولايات المتحدة الأمريكية.